# Ichneumon nanus
Ichneumon nanus är en stekelart som beskrevs av Julius Theodor Christian Ratzeburg 1848. Ichneumon nanus ingår i släktet Ichneumon och familjen brokparasitsteklar. Inga underarter finns listade i Catalogue of Life.